# Trizidela do Vale
Trizidela do Vale este un oraș în unitatea federativă Maranhão (MA), Brazilia.